# Давыдов, Денис Алексеевич
Дени́с Алексе́евич Давы́дов род. 22 марта 1995, Москва) — российский футболист клуба «Росич» , нападающий.

## Клубная карьера

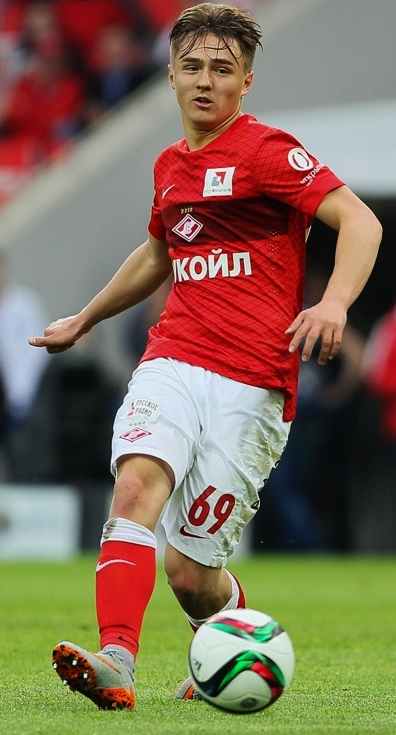
Давыдов в составе «Спартака»

### Ранние годы
Начал заниматься футболом с 6 лет в школе «Торпедо-ЗИЛ» (впоследствии — в футбольном клубе «Москва»). Первый тренер — Василий Михайлович Жупиков. Летом 2010 года, после того, как команду расформировали, перешёл в «Спартак», где в 2012 году выпустился из Академии им. Ф. Черенкова.

### «Спартак» (Москва)
В сезоне 2012/2013 начал выступать за молодёжный состав «красно-белых». Первую игру за основную команду «Спартака» провёл 28 сентября 2013 года, выйдя на 88-й минуте на поле вместо Юры Мовсисяна в гостевом матче 11-го тура с «Зенитом». После прихода в «Спартак» нового главного тренера Мурата Якина стал регулярно выходить на замену. 17 августа 2014 года поучаствовал в победе своего клуба над ЦСКА (1:0), выйдя на замену на 67-й минуте, вместо Маджида Уориса.
5 сентября 2014 года участвовал в матче открытия стадиона «Открытие Арена», где вышел на замену.
8 марта 2015 года в матче против «Краснодара» отдал голевую передачу на Квинси Промеса. 15 марта в матче против московского «Динамо» вышел в стартовом составе, а в следующем матче против «Торпедо» провёл на поле все 90 минут и вновь ассистировал Квинси Промесу. 25 октября в матче против «Динамо» забил свой первый гол за «Спартак» в РФПЛ, а также отдал голевую передачу.
Сезон 2016/2017 играл в фарм-клубе «красно-белых» — «Спартак-2», забив 13 голов и отдав 9 голевых передач. За основной состав сыграл «Спартака» всего 4 матча.
В сезоне 2017/18 также играл за «Спартак-2», забив всего 2 гола и отдав 2 голевых передачи. За основной состав «Спартака» сыграл только один матч в 1/8 Кубка России против клуба «Спартак-Нальчик», в этом матче отдал две голевые передачи на Лоренсо Мельгарехо.
19 февраля 2019 контракт Давыдова с московским «Спартаком» был расторгнут по обоюдному согласию сторон.

#### Аренды
В феврале 2016 года на правах аренды перешёл в чешский «Млада-Болеслав», но получил травму плеча в матче молодёжных команд и, так и не сыграв ни одного матча за основной состав, вернулся в «Спартак».
19 июня 2018 года до конца года перешел в юрмальский «Спартак» на правах аренды. 22 июня 2018 года дебютировал в домашнем матче против РФС (0:2), заменив Олега Дмитриева. 6 июля 2018 года, в гостевом матче 1/8 Кубка Латвии против клуба «Гетто» (8:1) забил свой первый гол. 22 июля 2018 года забил свой первый мяч в высшей лиге в ворота клуба «Елгава» (4:1), в этом же матче сделал голевую передачу на Евгения Кобзаря.

### «Нижний Новгород»
21 февраля 2019 года Давыдов подписал контракт с «Нижним Новгородом» на полгода. Дебютировал за новый клуб 3 марта 2019 года в матче 25 тура ФНЛ 2018/19 против «Сочи» (0:0), в этом матче вышел на замену на 88-й минуте вместо Павла Игнатовича. 24 марта 2019 года в матче 28 тура против своего бывшего клуба, московского «Спартака-2», выйдя в стартовом составе, забил свой первый гол за «Нижний Новгород». 21 мая 2019 года покинул клуб.

### ЦСКА (София)
28 мая 2019 года перешел в болгарский ЦСКА (София), контракт был подписан на 3 года. Дебютировал 12 июля в матче 1 тура чемпионата Болгарии против «Этыра» (2:2), выйдя на замену на 60-й минуте вместо Диего Фаббрини. 24 сентября забил за клуб первый гол — в 1/16 Кубка Болгарии против «Локомотива» Горна-Оряховица (3:0). В высшей лиге Болгарии в сезоне 2019/2020 Давыдов сыграл три матча и не отметился результативными действиями. 30 апреля 2020 года покинул клуб, расторгнув контракт по обоюдному согласию сторон.

### С сезона 2020/21
Летом 2020 года был на сборах с «Шинником». В середине сентября подписал контракт до конца сезона с другим клубом ФНЛ «Томь».
7 сентября 2021 года перешёл в клуб ФНЛ-2 «Знамя Труда» Орехово-Зуево.
14 июля 2022 года подписал контракт на один сезон с клубом РПЛ «Химки».
В апреле 2024 года перешёл в футбольный клуб «Росич», играющий в дивизионе «А» чемпионата Москвы в рамках первенства России среди ЛФК.

## Карьера в сборных
В 2013 году дебютировал за молодёжную сборную России.
31 октября 2014 года попал в расширенный список национальной сборной перед матчами с Австрией и Венгрией. 31 марта 2015 года в товарищеском матче против сборной Казахстана дебютировал за национальную команду, заменив во втором тайме Дмитрия Торбинского.

## Достижения

### Клубные
«Спартак» (Москва)
- Чемпион России: 2016/17
- Обладатель Суперкубка России: 2017
- Победитель молодёжного первенства России: 2012/13

 «Спартак-2» (Москва)
- Победитель Первенства ПФЛ: 2014/15 (зона «Запад»)

### В сборной
Россия (до 19)
- Победитель Мемориала Гранаткина: 2013

## Статистика

### Клубная
| Клуб                      | Сезон            | Лига | Лига | Кубок | Кубок | Еврокубки | Еврокубки | Итого | Итого |
| Клуб                      | Сезон            | Игры | Голы | Игры  | Голы  | Игры      | Голы      | Игры  | Голы  |
| ------------------------- | ---------------- | ---- | ---- | ----- | ----- | --------- | --------- | ----- | ----- |
| Спартак (Москва)          | 2013/14          | 2    | 0    | —     | —     | —         | —         | 2     | 0     |
| Спартак (Москва)          | 2014/15          | 19   | 0    | 1     | 0     | —         | —         | 20    | 0     |
| Спартак (Москва)          | 2015/16          | 8    | 1    | 1     | 0     | —         | —         | 9     | 1     |
| Спартак (Москва)          | 2016/17          | 4    | 0    | 1     | 0     | —         | —         | 5     | 0     |
| Спартак (Москва)          | 2017/18          | 0    | 0    | 1     | 0     | 0         | 0         | 1     | 0     |
| Спартак (Москва)          | Итого            | 33   | 1    | 4     | 0     | 0         | 0         | 37    | 1     |
| Спартак-2 (фарм-клуб)     | 2013/14          | 21   | 8    | —     | —     | —         | —         | 21    | 8     |
| Спартак-2 (фарм-клуб)     | 2014/15          | 10   | 7    | —     | —     | —         | —         | 10    | 7     |
| Спартак-2 (фарм-клуб)     | 2015/16          | 9    | 3    | —     | —     | —         | —         | 9     | 3     |
| Спартак-2 (фарм-клуб)     | 2016/17          | 29   | 13   | —     | —     | —         | —         | 29    | 13    |
| Спартак-2 (фарм-клуб)     | 2017/18          | 21   | 2    | —     | —     | —         | —         | 21    | 2     |
| Спартак-2 (фарм-клуб)     | Итого            | 90   | 33   | —     | —     | —         | —         | 90    | 33    |
| Спартак (Юрмала) (аренда) | 2018             | 12   | 2    | 1     | 1     | 3         | 0         | 16    | 3     |
| Спартак (Юрмала) (аренда) | Итого            | 12   | 2    | 1     | 1     | 3         | 0         | 16    | 3     |
| Нижний Новгород           | 2018/19          | 7    | 1    | —     | —     | —         | —         | 7     | 1     |
| Нижний Новгород           | Итого            | 7    | 1    | —     | —     | —         | —         | 7     | 1     |
| ЦСКА (София)              | 2019/20          | 3    | 0    | 1     | 1     | 0         | 0         | 4     | 1     |
| ЦСКА (София)              | Итого            | 3    | 0    | 1     | 1     | 0         | 0         | 4     | 1     |
| Томь                      | 2020/21          | 17   | 2    | —     | —     | —         | —         | 17    | 2     |
| Томь                      | Итого            | 17   | 2    | —     | —     | —         | —         | 17    | 2     |
| Знамя Труда               | 2021/22          | 21   | 9    | —     | —     | —         | —         | 21    | 9     |
| Знамя Труда               | Итого            | 21   | 9    | —     | —     | —         | —         | 21    | 9     |
| Химки                     | 2022/23          | 0    | 0    | 1     | 0     | —         | —         | 1     | 0     |
| Химки                     | Итого            | 0    | 0    | 1     | 0     | —         | —         | 1     | 0     |
| Химки-М (фарм-клуб)       | 2022/23          | 4    | 0    | —     | —     | —         | —         | 4     | 0     |
| Химки-М (фарм-клуб)       | Итого            | 4    | 0    | —     | —     | —         | —         | 4     | 0     |
| Всего за карьеру          | Всего за карьеру | 187  | 48   | 7     | 2     | 3         | 0         | 197   | 50    |

### Матчи за сборную
| № | Дата          | Оппонент  | Счёт | Голы Давыдова | Соревнование      |
| 1 | 31 марта 2015 | Казахстан | 0:0  | -             | Товарищеский матч |

## В медиафутболе
Параллельно профессиональной карьере Давыдов играет в медиафутболе. В 2022 году выступал за Reality. В 2023 году присоединился к Broke Boys.